# 琉装
琉装（りゅうそう、沖縄語: 沖繩姿󠄁）とは、かつて琉球国で着用されていた民族衣装のことであり、現在では沖縄県の伝統的な地方衣装として知られている。

## 概要と歴史
琉球国は薩摩藩の支配下にあり、薩摩藩は徳川幕府の一部であったため、当時の琉球は日本領土とされていた。一方で、中国の明王朝や清王朝の冊封国としての関係も続いており、日中双方の文化的影響を受けていた。その結果、日本の和服と中国の漢服の特徴や、着用法、文様、織り技術が琉球王国で融合し、独自の琉装文化が形成されていた。
琉球国が成立する以前の服装については、記録や文物がほとんど残っていないものの、日本の縄文時代や弥生時代の服装に似た様式だったと推測されている。
15世紀から16世紀にかけて、琉装は明王朝から大きな影響を受け、明代の漢服の特徴が色濃く反映されていた。しかし、明国の滅亡と清国の成立に伴い、清国は漢服ではなく満洲服（いわゆるチャイナドレスの原型）を中国全土に普及させていた。この影響により、明代の漢服を模範としていた琉球国は、服装文化の基盤を失った。
17世紀の1609年、薩摩藩による「琉球侵攻」以降、江戸時代風の和服が大量に流入し、琉装は正式的に和服に影響を受けるようになった。当時の琉球国では、服に関する規制が少なかったため、庶民は日本、中国、そして琉球独自の服装を自由に取り入れていた。琉装はこの時期に多様化が進んでいた一方で、全国的な統一感を失うことにもつながった。
18世紀に入ると、琉球国王は『衣服定』と呼ばれる服装規定を幾度も発布し、時代や地域、身分に応じた服装を細かく定めていた。これにより、貴族・町民・農民・商人など、それぞれの身分や役割に応じた独特の着用方法が確立され、ようやく統一的な服装文化が整いた。とくに身分の高い者には、絹製の衣装や、絣（かすり）、紋織りなどが許され、それが現代の琉装の象徴的な要素となっている。

## 特徴
ウチナースガイは亜熱帯の気候風土にあわせて色々な形状があるが、身分が違っていても、下記のような特徴がある。
- 衿は縫い留めず、広衿で長く折り曲げるのものある。
- 広袖で筒状になっている。
- 対丈なので、おはしょりはしない。
- 身幅は布幅いっぱい使い、ゆったりした縫い方である
- 和服とは違って、太帯で固定せず着られる。
- 帯を使用する際は、和服とは異なり前で結ぶ。
- 帯をせずに、下着の中帯に押し込んで着ることもある。
- 礼服は男女とも、二部式の中着の上から表着を着用する。
- 二部式の中着と表着の、素材や色の組み合わせで印象が変わる。

## 日本での文献記載
思想家　柳宗悦は以下のように記し、琉装と能衣装との近接性を指摘している。(柳宗悦選集　第５巻「沖縄の人文」より「沖縄の富」（富は原文では旧字体）民芸協会編　春秋社）

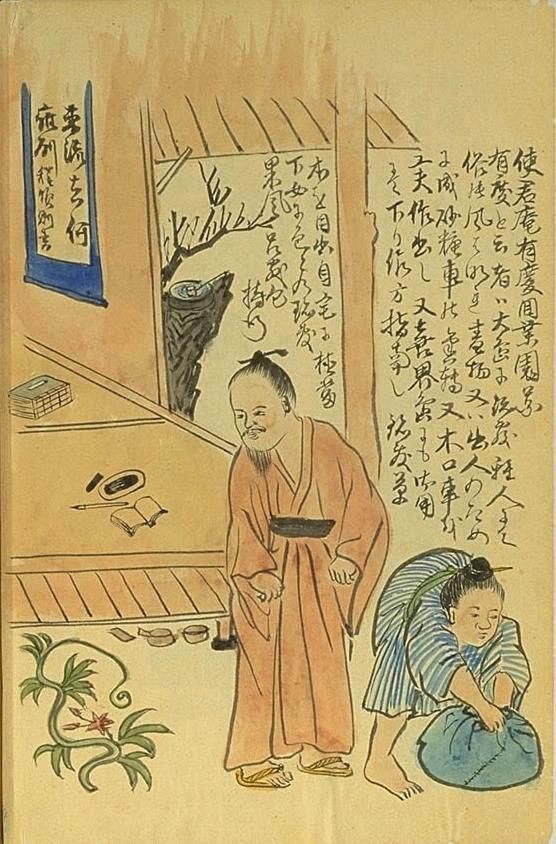
南島雜話その5
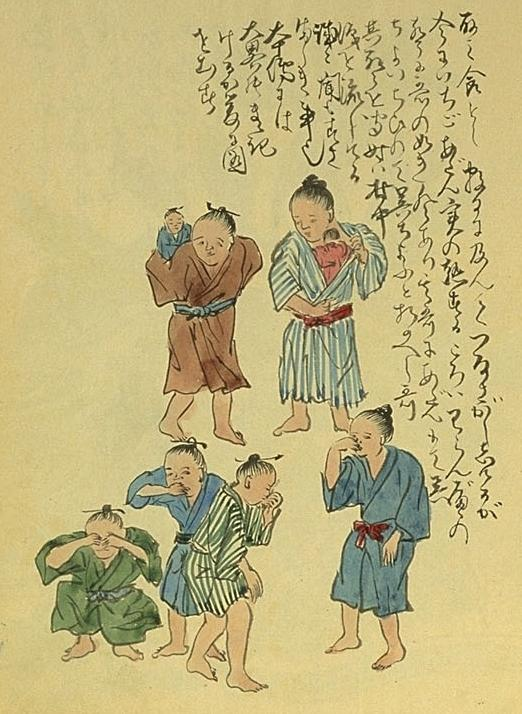
琉球の庶民服
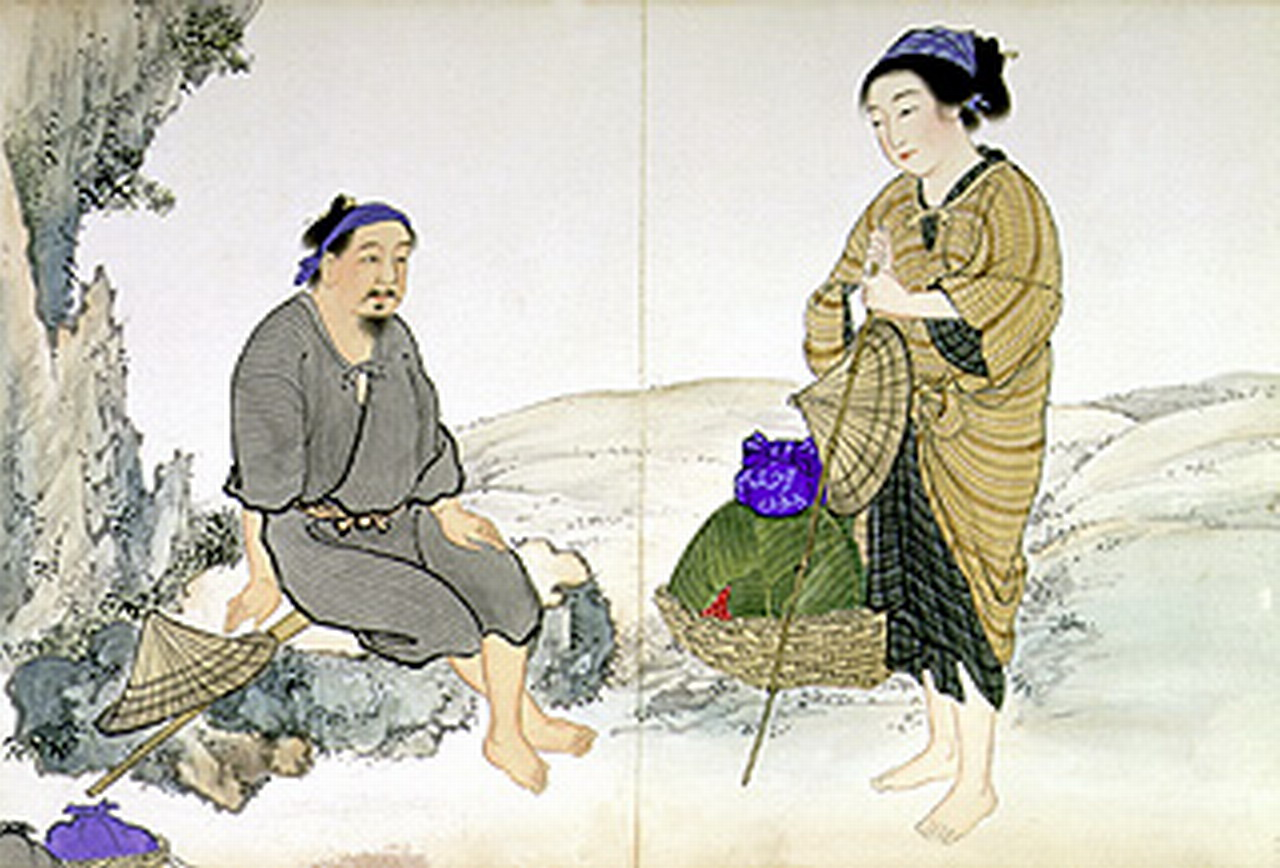
琉球王国の男女の庶民服
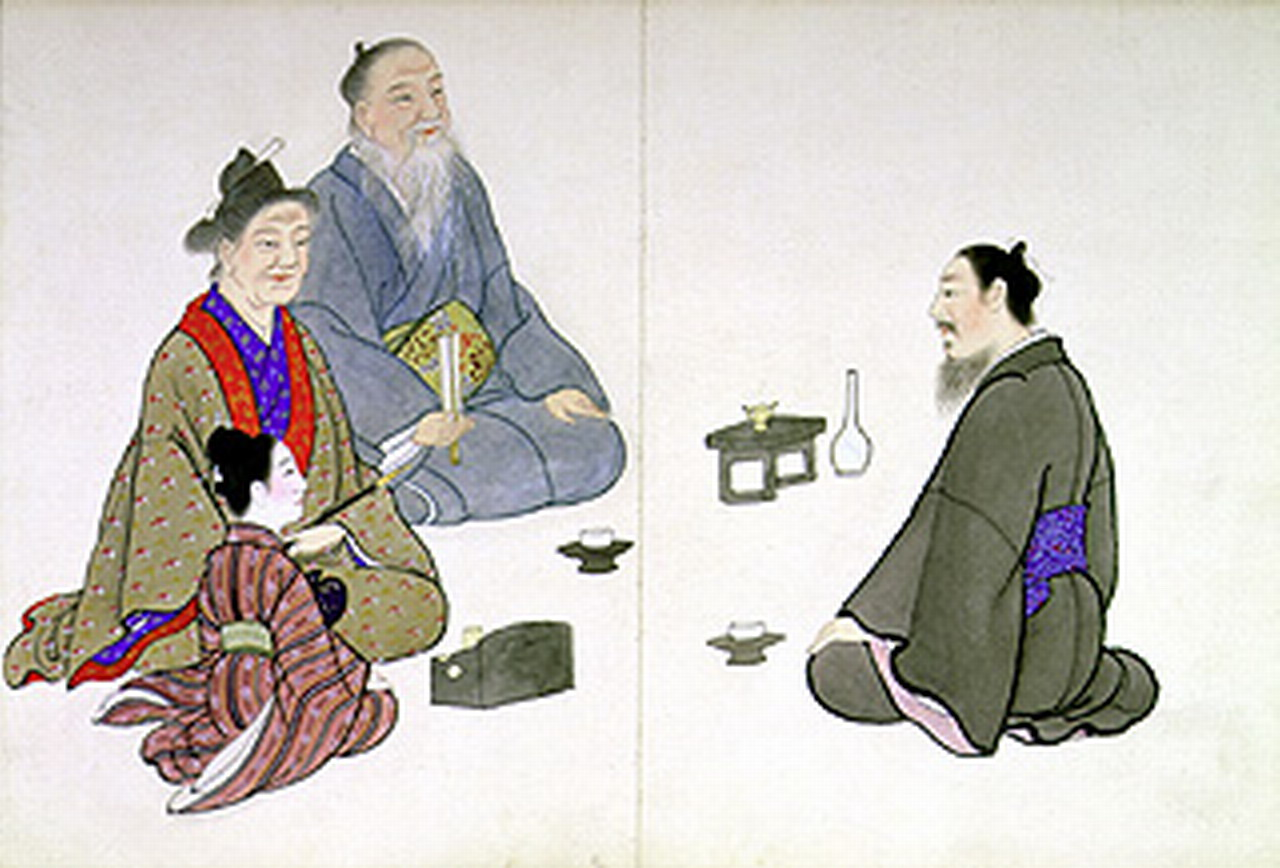
礼服着の士族の家庭
中級の士族の家庭

## 中国での文献記載

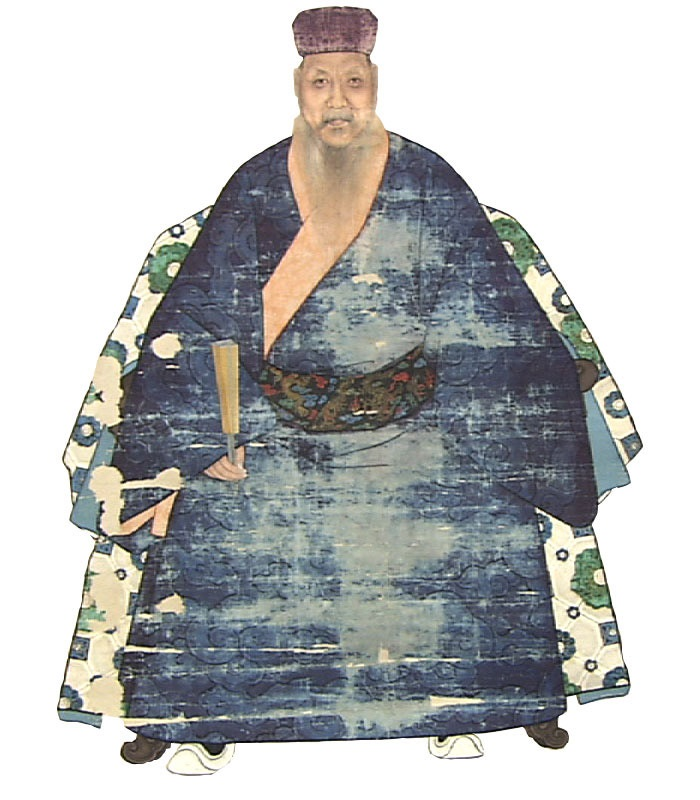
明王朝の服を着ている程順則・名護親方寵文
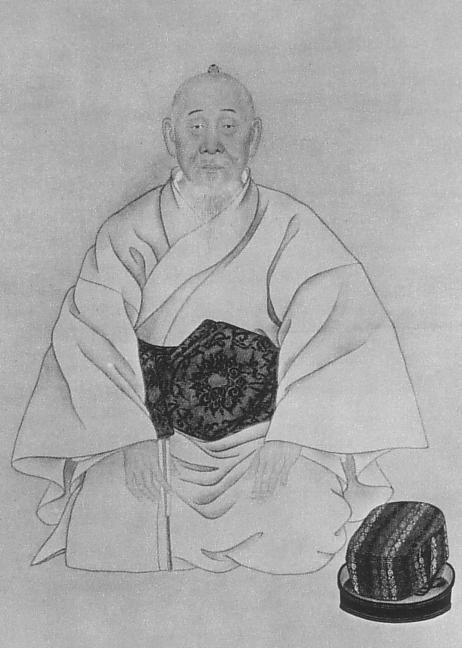
大結び礼服着の向有恆・宜湾朝保
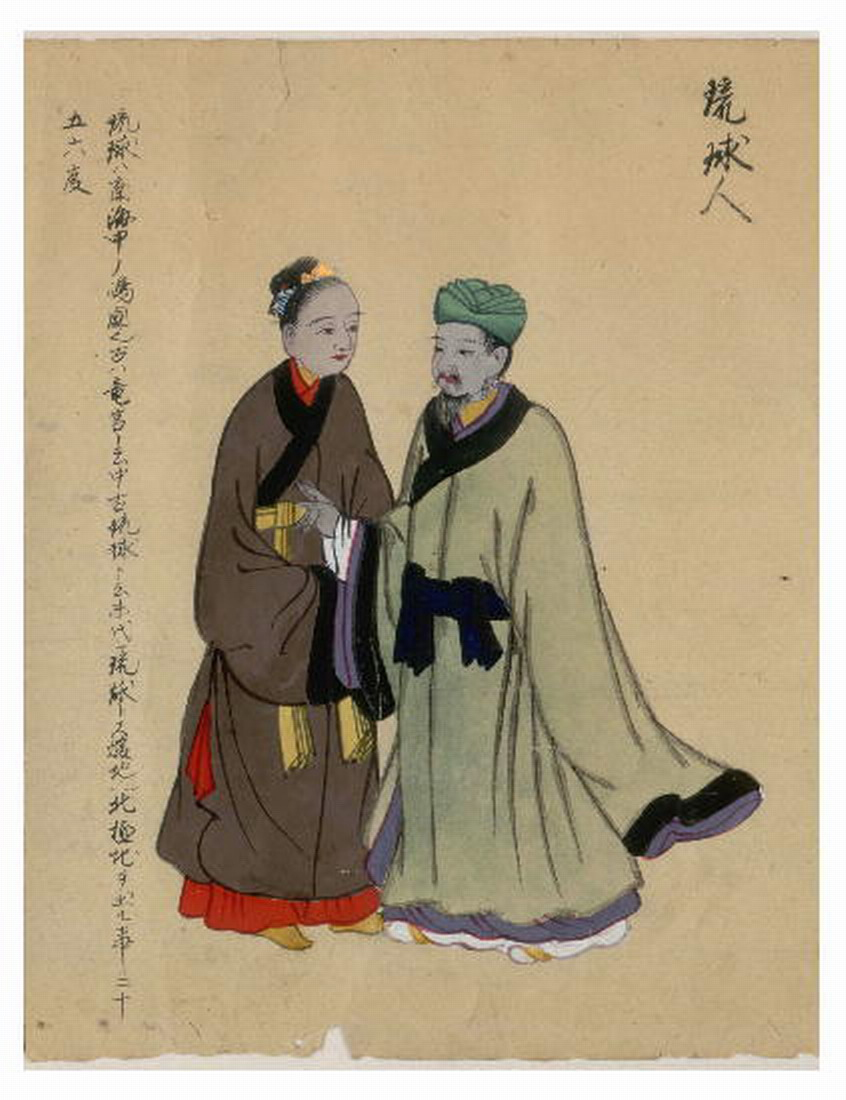
『世界人物図卷』の中の琉球人服
《中山伝信録》の琉球人服。中国の明王朝の漢服に似る
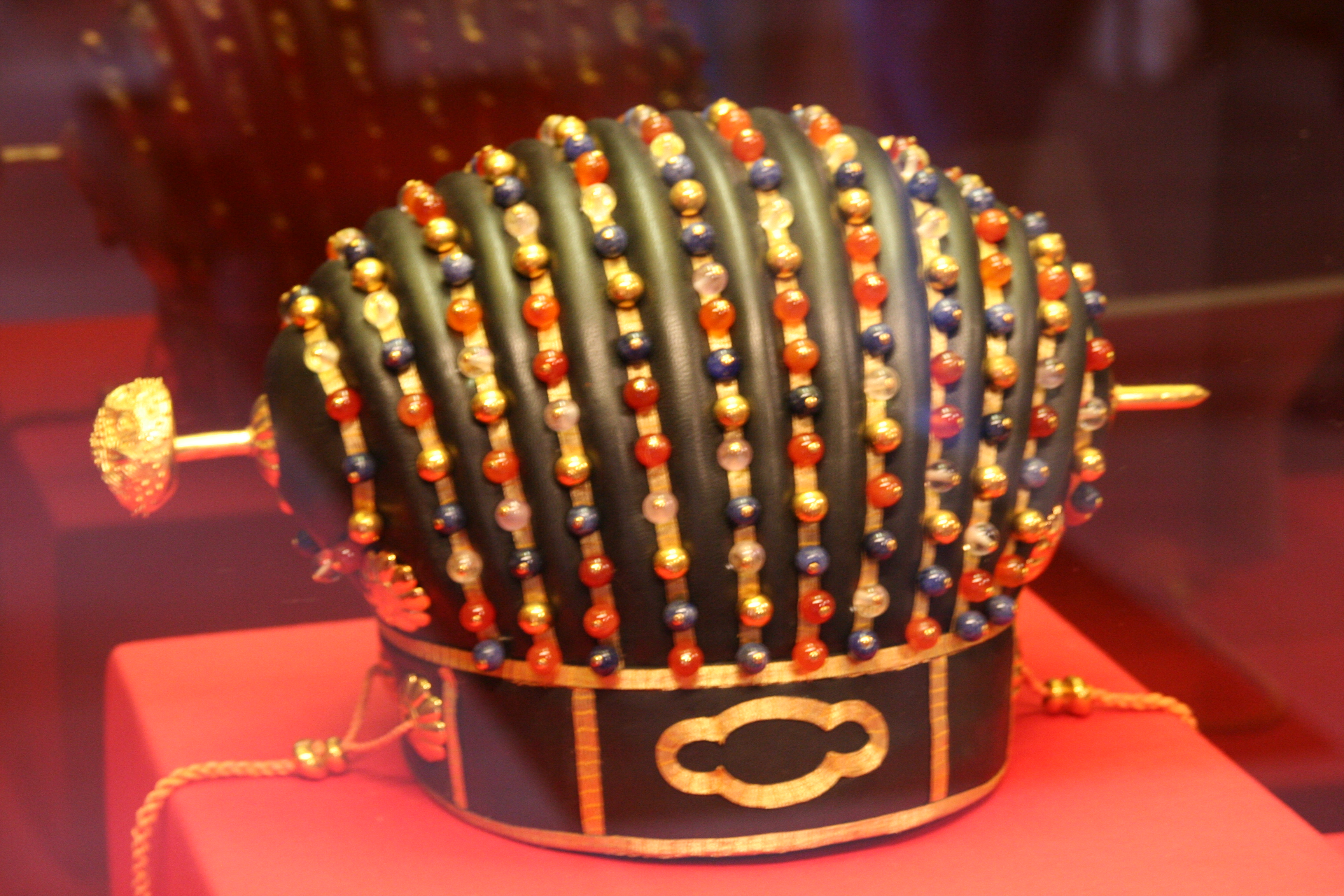
「玉御冠」と呼ばれる琉球国王の冠。中国の明王朝の皇帝冠に似る